# Colline Premartane (Bettona - Gualdo Cattaneo)
Colline Premartane (Bettona - Gualdo Cattaneo) este o arie protejată (arie specială de conservare — SAC, sit de importanță comunitară — SCI) din Italia întinsă pe o suprafață de 2.603 ha, integral pe uscat.

## Localizare
Centrul sitului Colline Premartane (Bettona - Gualdo Cattaneo) este situat la coordonatele 42°57′58″N 12°30′41″E / 42.966111°N 12.511389°E.

## Înființare
Situl Colline Premartane (Bettona - Gualdo Cattaneo) a fost declarat sit de importanță comunitară în noiembrie 1996 pentru a proteja 57 de specii de animale. Situl a fost protejat și ca arie specială de conservare în august 2014.

## Biodiversitate
Situată în ecoregiunea mediteraneană, aria protejată conține 8 habitate naturale: Păduri de Quercus ilex și Quercus rotundifolia, Pajiști uscate europene, Păduri panonice-balcanice de stejar turcesc - stejar sesil, Păduri de Castanea sativa, Păduri de pin mediteraneene cu pini mezogeni endemici, Păduri ilirice de stejar și carpen (Erythronio-Carpinion), Galerii de Salix alba și de Populus alba, Formațiuni de Juniperus communis pe lande sau pajiști calcaroase.
La baza desemnării sitului se află mai multe specii protejate:
- păsări (48): pițigoi codat (Aegithalos caudatus), ciocârlie-de-câmp (Alauda arvensis), lăstunul mare (Apus apus), cucuvea (Athene noctua), șorecarul comun (Buteo buteo), caprimulg (Caprimulgus europaeus), sticlete (Carduelis carduelis), florinte (Chloris chloris), porumbel gulerat (Columba palumbus), cioară neagră (Corvus corone), Corvus monedula, cuc (Cuculus canorus), pițigoi albastru (Cyanistes caeruleus), lăstun de casă (Delichon urbicum), presură sură (Emberiza calandra), presură bărboasă (Emberiza cirlus), măcăleandru (Erithacus rubecula), cinteză (Fringilla coelebs), gaiță (Garrulus glandarius), rândunică (Hirundo rustica), capîntortură (Jynx torquilla), sfrâncioc roșiatic (Lanius collurio), ciocârlie de pădure (Lullula arborea), privighetoare (Luscinia megarhynchos), mierlă albastră (Monticola solitarius), codobatură galbenă (Motacilla alba), muscar sur (Muscicapa striata), grangur (Oriolus oriolus), pițigoi mare (Parus major), vrabie de câmp (Passer montanus), viespar (Pernis apivorus), fazan (Phasianus colchicus), pitulice de munte (Phylloscopus bonelli), pitulice de munte (Phylloscopus collybita), ciocănitoarea verde (Picus viridis), aușel sprâncenat (Regulus ignicapilla), mărăcinar negru (Saxicola torquatus), cănăraș (Serinus serinus), țiclete (Sitta europaea), turturică (Streptopelia turtur), huhurez mic (Strix aluco), graur (Sturnus vulgaris), silvie cu cap negru (Sylvia atricapilla), silvie roșcată (Sylvia cantillans), silvie mediteraneană (Sylvia melanocephala), pănțărușul (Troglodytes troglodytes), mierlă (Turdus merula), pupăză (Upupa epops)
- amfibieni (1): Triturus carnifex
- mamifere (5): lupul (Canis lupus), liliac cu picioare lungi (Myotis capaccinii), liliac comun (Myotis myotis), liliacul mare cu potcoavă (Rhinolophus ferrumequinum), liliacul mic cu potcoavă (Rhinolophus hipposideros)
- nevertebrate (2): croitorul mare al stejarului (Cerambyx cerdo), rădașcă (Lucanus cervus)
- reptile (1): țestoasă bănățeană (Testudo hermanni)

Pe lângă speciile protejate, pe teritoriul sitului au mai fost identificate 5 specii de plante, 1 specie de păsări, 5 specii de amfibieni, 25 de specii de mamifere, 1 specie de nevertebrate, 9 specii de reptile.